# Viuf Kirke
Viuf Kirke er dansk kirke beliggende i landsbyen Viuf i Viuf Sogn, Haderslev Stift. Kirken er bygget omkring år 1150. Siden er kirken flere gange ombygget og udvidet. Selve skibet og koret er opført i romansk stil og fik tilbygget et spir omkring 1730.
En række stolpehuller fundet under kirken i forbindelse med restaureringsarbejde i henholdsvis 1948 og 1955, vidner om en endnu ældre bygning på stedet.
Kirkeklokken er fra 1447. Døbefonten er en romansk granitfont, og fadet er sydtysk fra omkring 1575. Prædikestolen er fra ca. 1600. 

## Galleri
- Viuf Kirke
- Stenfigur på et hjørne af kirkens sokkel
- Stenfigur på et hjørne af kirkens sokkel
- Kristusfigur i granit. Indskriften på figuren lyder: "EGO SUM VIA VERITAS ET VITA" (Jeg er vejen, sandheden og livet)
- Østlige ende af kirken
- Spir eller tagrytter